# Giuseppe Porsile
Giuseppe Porsile (également Persile, Porcile ou Porsille, né le 5 mai 1680 à Naples; † 29 mai 1750 à Vienne) est un compositeur et professeur de chant italien. Il a travaillé à Barcelone ainsi qu'à la cour impériale et comme compositeur de chambre à Vienne. Il a composé principalement des opéras, des Serenatas et des oratorios.

## Biographie
Giuseppe Porsile était le fils de Carlo Porsile dont l'opéra Nerone a été joué en 1686 à Naples. Il a étudié au Conservatoire dei Poveri di Gesù Cristo à Naples avec Gennaro Ursino, M. Giordano et Gaetano Greco. De ses débuts à Naples, seul est connu l'opéra Il ritorno d'Ulisse alla patria, qui a été joué en 1707 au nouveau Teatro dei Fiorentini. Peu de temps après, il a brièvement travaillé comme assistant réalisateur de musique à la chapelle des Espagnols.
Selon d'anciens documents, Porsile aurait été déjà recruté en 1695 par le roi d'Espagne Charles II pour travailler à Barcelone. Cette affirmation, cependant, a été prouvée fausse. C'est seulement dans un document daté du 6 décembre 1707, qu'il est nommé comme l'un des musiciens et chanteurs italiens qui ont été engagés par son successeur Charles III pour le Nouveau Théâtre de Barcelone. Son emploi a commencé officiellement le 1er janvier 1708. Cette année, il a été nommé directeur de la musique et organiste de la chambre avec un salaire mensuel de 10 doublons. Ses fonctions comprenaient la composition d'opéras, sérénades, intermèdes musicaux et musique d'église. De ses œuvres de cette période, rien ne nous est parvenu.
En 1711 est mort le frère de Charles, l'empereur Joseph Ier. Pour devenir son successeur, Charles a renoncé à son droit au trône d'Espagne et est allé à Vienne. Le 22 décembre 1711, l'empereur Charles VI a été couronné à Francfort. En 1713, son épouse Élisabeth-Christine de Brunswick-Wolfenbüttel l'a suivi à Vienne. Porsile a rejoint son entourage avec sa femme andalouse et son père, parce qu'il espérait trouver un emploi à Vienne. Au cours du voyage, quelques-uns des musiciens ont été licenciés à Gênes. Porsile a pu continuer le voyage - probablement en raison de sa fonction en tant que professeur de chant d'Élisabeth Christine. À Linz, les employés de la Cour se sont plaints de devoir effectuer le voyage à leurs propres frais, alors que tout avait été "entièrement payé" à ceux qui avaient déjà voyagé en 1711 dans la suite de Charles.
Cependant, l'emploi à Vienne tardait à venir, car le nouveau Kapellmeister Johann Joseph Fux nommé aux côtés de Carlo Agostino Badia (en) estimait qu'aucun autre compositeur de la cour était nécessaire. Néanmoins Porsile a reçu une pension de 200 ducats par an pendant les quatre prochaines années. Pendant cette période, il devait donner des cours de chant à l'impératrice douairière Wilhelmine Amalie et écrire pour leurs anniversaires et fête au moins trois œuvres. Sa cantate d'anniversaire de 1717 a été interprétée par ses filles, l'archiduchesse Marie-Josèphe et Marie-Amélie, personnellement. Cette année là, il a postulé en faisant valoir son service de six ans en Espagne à un poste de vice-maître de chapelle. Bien qu'il ait été recommandé par Fux comme un « bon virtuose avec du bon goût », l'empereur a cependant opté pour Antonio Caldara. Dans une lettre datée du 27 novembre 1720, Porsile se plaint à l'Empereur de ses difficultés financières et demande un emploi permanent. Le 17 décembre, il a finalement été nommé successeur de Gregorio Genuesi comme compositeur de la cour et membre de la chapelle de la cour impériale, avec un salaire de 1 440 fl.. De 1725 à 1727, il a été officiant pour la Caecilien-Bruderschaft à Vienne. Après la mort de Charles VI, en 1740, il a continué à recevoir un salaire d'honneur qui a été réduite l'année suivante à 1 200 fl.. À sa mort en 1750, il a laissé derrière peu d'actifs.
En 1729, Porsile a soutenu le compositeur Matteo Luchini dans un procès contre la soprano Margherita Gualandi (la Campioli), qui avait quitté Prague, sans lui payer les douze arias composées. Dans une lettre, il a témoigné qu'il n'a pas été difficile de composer douze airs, mais que sûrement ceux-ci valent les douze ducats nécessaires.
Pendant son séjour à la cour des Habsbourg, Porsile a créé au moins 21 œuvres profanes pour la scène et treize oratorios. Pour cinq des oratorios, d'autres représentations en Bohême sont connues. En 1723, à l'occasion du couronnement de Charles VI et d'Élisabeth Christine, son componimento di camera Il Giorno felice, composé pour le roi et la reine de Bohême, a été représenté à Prague. En 1726, il a créé en l'honneur du roi français Louis XV à l'occasion de son anniversaire, la cantate Il giorno natalizio di Giove, qui a été jouée à la résidence de l'ambassadeur français, le duc de Richelieu.
Son œuvre la plus connue est l'opéra Spartaco, qui a été créé le 21 février 1726 au Kleinen Hoftheater à Vienne. L'opéra a été donné au Théâtre d'Heidelberg et au Schlosstheater Schwetzingen en 2009.

## Œuvres

### Œuvres pour la scène

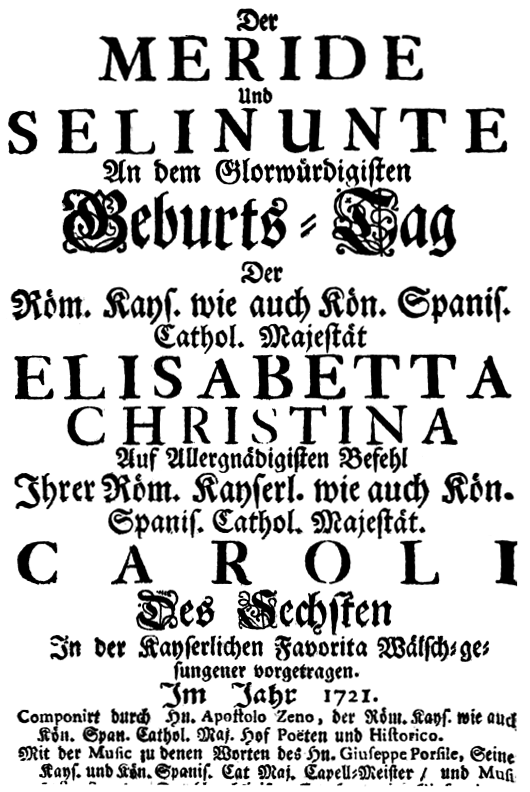
Meride e Selinunte – Première page en allemand du livret, Vienne 1721

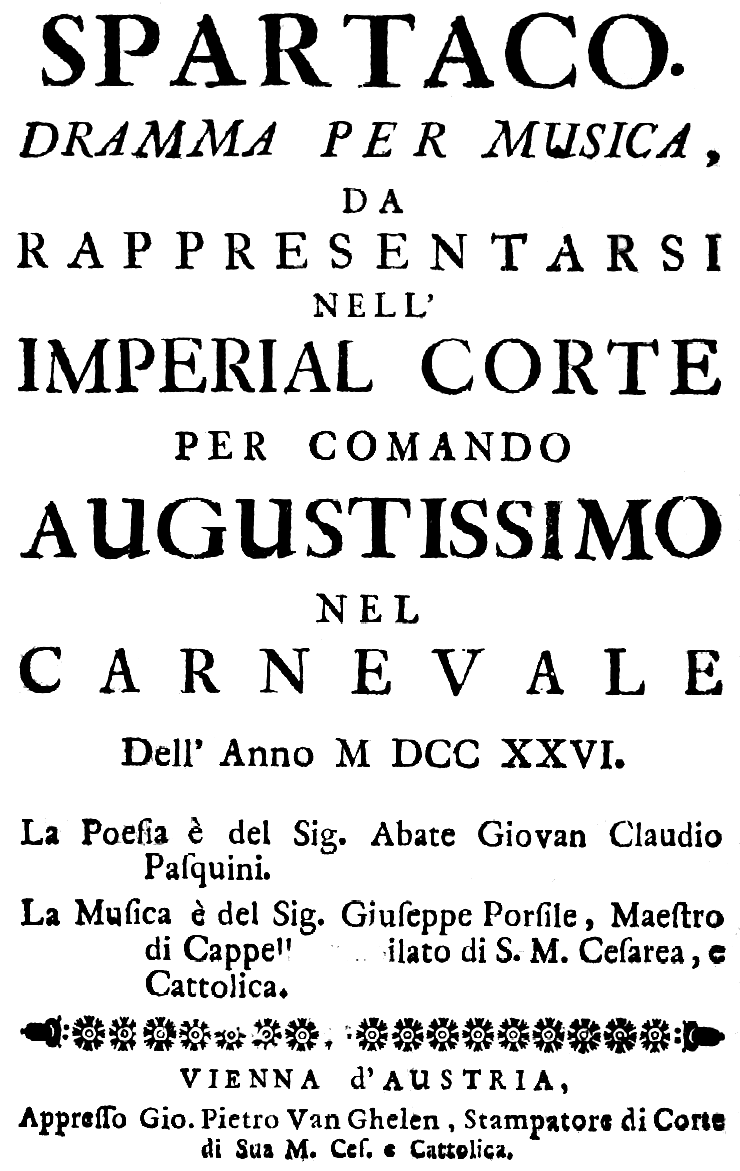
Spartaco – Première page du livret, Vienne 1726

- Il ritorno d’Ulisse alla patria, dramma per musica in drei Akten; livret: Giovanni Andrea Moniglia; création: 1707, Naples, Teatro dei Fiorentini; 40 Arien und Duette erhalten[1].
- Il giorno natalizio … di Willhelmina Amalia, componimento per musica; livret: Pietro Pariati; création: 24. April 1717, Vienne.
- La virtù festeggiata, componimento per musica; livret: Pariati; création: 10 juillet 1717, Vienne.
- Alceste, festa teatrale; livret: Pariati; création: 19 novembre 1718, Vienne, sala grande di Corte.
- Meride e Selinunte, dramma per musica in fünf Akten; livret: Apostolo Zeno; création: 28 août 1721, Vienne, Teatro della Favorita[2],[3].
- Il tempo fermato, componimento da camera; création: 15 octobre 1721, Vienne.
- La Virtù e la Bellezza in lega, serenata; création: 15 octobre 1722, Vienne, Großes Hoftheater.
- Il giorno felice, componimento per musica; livret: Pariati; création: 28 août 1723, Prague.
- Componimento a due voci; création: 28 août 1725, Vienne, Neue Favorita.
- Il giorno natalizio di Giove, Kantate; livret: Giovanni Claudio Pasquini; création: 15 février 1726, Vienne, Résidence de l'ambassadeur français, le Comte de Richelieu.
- Spartaco, dramma per musica in drei Akten; livret: Pasquini; création: 21 février 1726, Vienne, Kleines Hoftheater[4].
- Il tempio di Giano, chiuso da Cesare Augusto, componimento per musica; livret: Pasquini; création: 1er octobre 1726, Vienne, Neue Favorita.
- La clemenza di Cesare, servizio di camera; livret: Pasquini; création: 1er octobre 1727, Vienne, Neue Favorita.
- Telesilla, festa teatrale; livret: Pasquini; création: 19 novembre 1729, Vienne.
- Scipione Africano, il maggiore, festa di camera; livret: Pasquini; création: 1er octobre 1730, Vienne, Neue Favorita.
- Dialogo tra il Decoro e la Placidezza, festa di camera; livret: Pasquini; création: 26 juillet 1732, Vienne.
- Dialogo pastorale a cinque voci, création: 28 août 1732, Vienne, Neue Favorita.
- Dialogo tra la Prudenza e la Vivacità, festa di camera; livret: Pasquini; création: 15 octobre 1732, Vienne.
- La Fama accresciuta dalla Virtù, festa di camera; livret: Pasquini; création: 15 octobre 1735, Vienne.
- Sesostri, re d’Egitto, ovvero Le feste d’Iside, dramma per musica in drei Akten; livret: Pariati?; création: Karneval 1737, Vienne.
- Il giudizio rivocato, festa di camera; livret: Pasquini; création: 15 octobre 1737, Vienne.
- Psiche, dramma per musica in drei Akten.
- Osmeno e Fileno, dialoghetto; création: après 1712; attribution douteuse, Porsile ou Caldara .

### Oratorios
- Sisara; livret: Zeno; création: 23 mars 1719, Vienne, Hofkapelle.
- Tobia; livret: Zeno; création: 14 mars 1720, Vienne, Hofkapelle.
- Il zelo di Nathan; livret: G. Velardi; création: 1721, Vienne, Hofkapelle.
- L’anima immortale creata e redenta per il cielo; livret: Bernardino Maddali; création: 26 février 1722, Vienne, Hofkapelle; autre représentation 1737.
- Il trionfo di Giuditta; livret: Maddali; création: 18 février 1723, Vienne, Hofkapelle.
- Il sacrifizio di Gefte, azione sacra; livret: Giuseppe Salio; création: 9 mars 1724, Brno.
- Mosè liberato dal Nilo, componimento sacro; création: 1er mars 1725, Vienne, Hofkapelle.
- Assalone nemico del padre amante; création: 14 mars 1726, Vienne, Hofkapelle.
- L’esaltazione de Salomone; livret: Maddali; création: 6 mars 1727, Vienne, Hofkapelle.
- L’ubbidienza a Dio; livret: Antonio Maria Lucchini; création: 9 mars 1730, Vienne, Hofkapelle.
- Due re, Roboamo e Geroboamo, azione sacra; livret: Francesco Fozio; création: 23 février 1731, Vienne, Hofkapelle.
- Giuseppe riconosciuto, azione sacra in zwei Akten; livret: Pietro Metastasio; création: 12 mars 1733, Vienne, Hofkapelle[5].
- La madre de’ Maccabei; livret: Francesca Manzóni Giusti; création: 14 mars 1737, Vienne, Hofkapelle.

### Œuvres vocales
- Messes
- Arias tirés des Opéras et Oratorios
- Sieben canzonette für Sopran und Basso continuo
- Kammerkantaten für Solostimme und Basso continuo
  - Allor che a miei pensieri
  - Aspra scoscesa ed erta
  - Cara sarei contento
  - Care luci che ferite
  - Che sia lontan l’arciero
  - Clori vezzosa
  - Deh cessate o miei pensieri
  - Desto amor nell’alma mia
  - E già tre volte sorse, mit Violine
  - È partito il mio tesoro
  - Eurillo ve’l confesso
  - Gelsomin che agl’occhi miei
  - Godeva in pace Eurillo
  - Le sofferte amore pene, mit Violine und Flöte
  - Mentre un giorno io men
  - Misero core tu chiedi amore
  - Nasce un Narciso
  - Ninfe questa è la rosa
  - Oggi quando l’aurora calma
  - Ombre amiche ombre care
  - Piango è ver ma il pianto mio
  - Poiché per mio destino, mit zwei Violinen
  - Posa sopra d’un faggio, mit Flöte
  - Quale appunto l’aquila altiera
  - Quei duri sassi
  - Ruscel dal mar lontano, mit Flöte
  - Se tutto in un volto
  - S’io t’amai cruda Filli
  - Son tradita e lo scorgete
  - Sovra funesta Pyra
  - Trattar tutti egualmente
  - Vago onor di bel giardino
  - Violetta gentil, tu sei pur cara, mit Flöte
  - Voglio ad un altro cor amor
  - Voglio morir si che il vivere
  - Voi felici zeffiretti

### Œuvres instrumentales
- Sechs Partiten für zwei Violinen und Basso continuo
- Partie für Solo-Laute
- Zwei Sinfonien für zwei Violinen, zwei Oboen, Viola und Basso continuo
- Divertimento a 3
- Stück für Flöte und Basso continuo

## Source de la traduction
- (de) Cet article est partiellement ou en totalité issu de l’article de Wikipédia en allemand intitulé « Giuseppe Porsile » (voir la liste des auteurs).